# حاسوب ملبوس

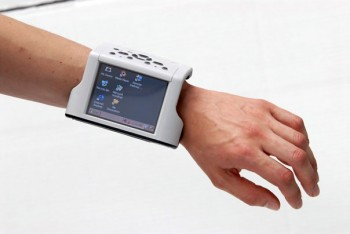
ZYPAD حاسوب ملبوس من شركة Arcom Control Systems

الحواسيب الملبوسة (بالإنجليزية: Wearable computer)‏ هو مصطلح يشير إلى أجهزة ذكية يمكن ارتداؤها، وأزياء وملابس خاصة تم دمجها في شرائح إلكترونية وأجهزة لتحديد المواقع والجوالات الذكية والساعات الرقمية ونظم الإنذار وملحقات الحاسوب الأخرى. ومن الشائع أن يستخدمها الغواصون و الرياضيين وهواة التزلج على الأمواج وذلك بغرض توفير الإتصال الدائم بهم والحد من المخاطر والعثور عليهم في حالة الإصابة أو الخطر. كما تستخدم لمساعدة ذوي الاحتياجات الخاصة و كذلك المرضى كالمصابين بالزهايمر وغيرهم.